# Periscepsia z-fuscum
Periscepsia z-fuscum är en tvåvingeart som först beskrevs av Fritz Isidore van Emden 1960.  Periscepsia z-fuscum ingår i släktet Periscepsia och familjen parasitflugor. Inga underarter finns listade i Catalogue of Life.